# Hugo Leyers
Hugo Leyers (Ruisbroek, 6 februari 1930 – Kontich, 9 maart 2007) was een Belgische architect, politiek cartoonist en striptekenaar. Hij publiceerde als Hug en Haschèl. Zijn zoon is Jan Leyers en zijn kleindochters Dorien, Ella, Billie en Olga.

## Biografie
Tussen 1957 en 1963 en opnieuw van 1982 tot 1986 maakte Leyers politieke cartoons voor de Vlaams-nationalistische, conservatieve krant 't Pallieterke. Dit blad stond bekend om zijn bijtende en hekelende humor en had een uitgesproken Antwerpse inslag, hoewel het qua berichtgeving nooit een regionaal blad was.
Leyers werd in 1967 door de schepen van cultuur, Paul Byttebier, en Staf Van Elzen uitgenodigd om een teken- en schilderacademie op te richten in Kontich. Hij was een van de twee oorspronkelijke docenten aan de academie. De school bestaat nog steeds en is sindsdien aanzienlijk uitgebreid.
Zijn carrière in de stripwereld concentreerde zich in de jaren 1980, toen hij, onder het pseudoniem Hug, een semi-biografische strip maakte over voetbaldoelman Jean-Marie Pfaff (1983) en stripboeken over de geschiedenis van Vlaanderen ('De Geschiedenis van Vlaanderen', 1984) en Nederland ('De Geschiedenis van Nederland', 1985). Deze twee stripverhalen over de geschiedenis van de Lage Landen werden gerealiseerd in de Gazet van Antwerpen en later in boekvorm uitgebracht. Deze strips zijn historisch significant als vroege pogingen om de geschiedenis van de Lage Landen in stripvorm te vertellen.
In hetzelfde decennium tekende hij ook een humoristische strip genaamd 'Met De Neus en Co op Stap' (1986-1987), met personages uit het Antwerpse folkloristische poppentheater "De Poesje". Al het werk van Leyers werd gepubliceerd in zwart-wit en kenmerkt zich door het gebruik van karikatuur, dwaze humor, regionale sfeer en Antwerps dialect.